# Grégory Moulis
Pas d'image ? Cliquez ici

a Compétitions nationales et continentales officielles uniquement.

Dernière mise à jour le 6 février 2025.
Grégory Moulis, né le 7 décembre 1983 à Toulouse, est un joueur français de rugby à XV qui évolue au poste de talonneur (1,76 m pour 93 kg).